# Muddusälven
Muddusälven (Muddusjokk) är ett 54 km långt vattendrag i Gällivare kommun, Norrbottens län. Flodområde 452 km², till största delen inom Muddus nationalpark. Känt för Muddusfallet (se bild). Vänsterbiflöde till Luleälven.  Muddusälven är drabbad av miljögifter och har Bottenviken som huvudavrinningsområde.